# Tipuana tipu
Tipuana tipu is een boom uit Zuid-Amerika die wereldwijd aangeplant is. Het is de enige soort in het geslacht Tipuana.

## Kenmerken
De boom heeft een brede kruin, zodat hij vaak als schaduwboom aangeplant wordt. De boom kan tot dertig meter hoog worden, in Australië echter maar tien meter. De boom heeft oneven geveerde samengestelde bladeren, die bestaan uit 9 tot 29 blaadjes die elk drie tot vijf centimeter lang zijn met een ronde top. De bladeren zijn heldergroen. De goudgele bloemen groeien in trossen en zijn gemiddeld twee centimeter lang.
De boom groeit op hoogtes van 200 tot 2200 meter, het best op plekken met veel zon. Hij gedijt op veel verschillende grondsoorten, maar heeft een voorkeur voor leemgrond. Hij is droogtebestendig, vorstbestendig en zoutbestendig, waardoor hij zich op veel plaatsen kan handhaven.

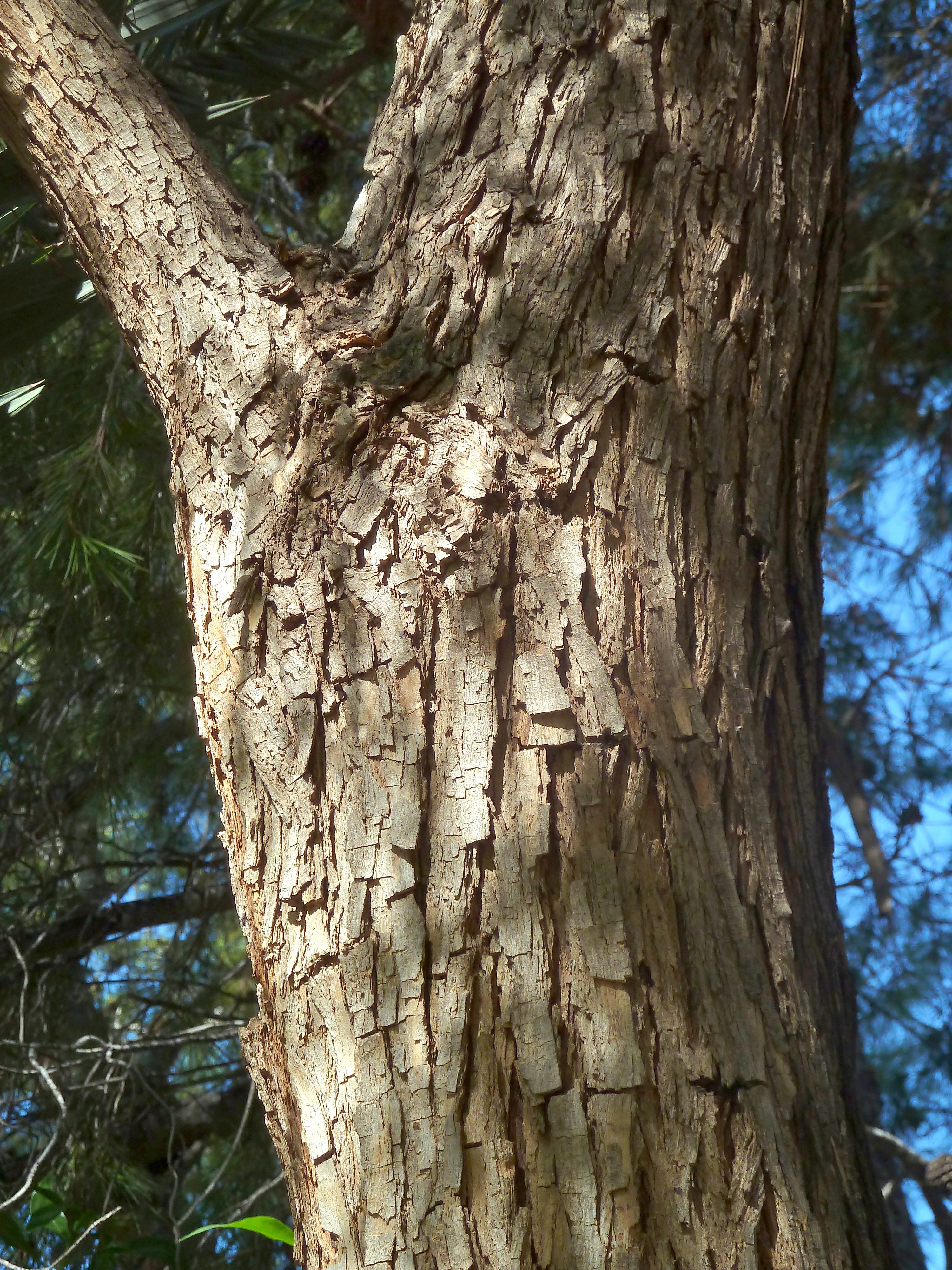
Schors van de stam
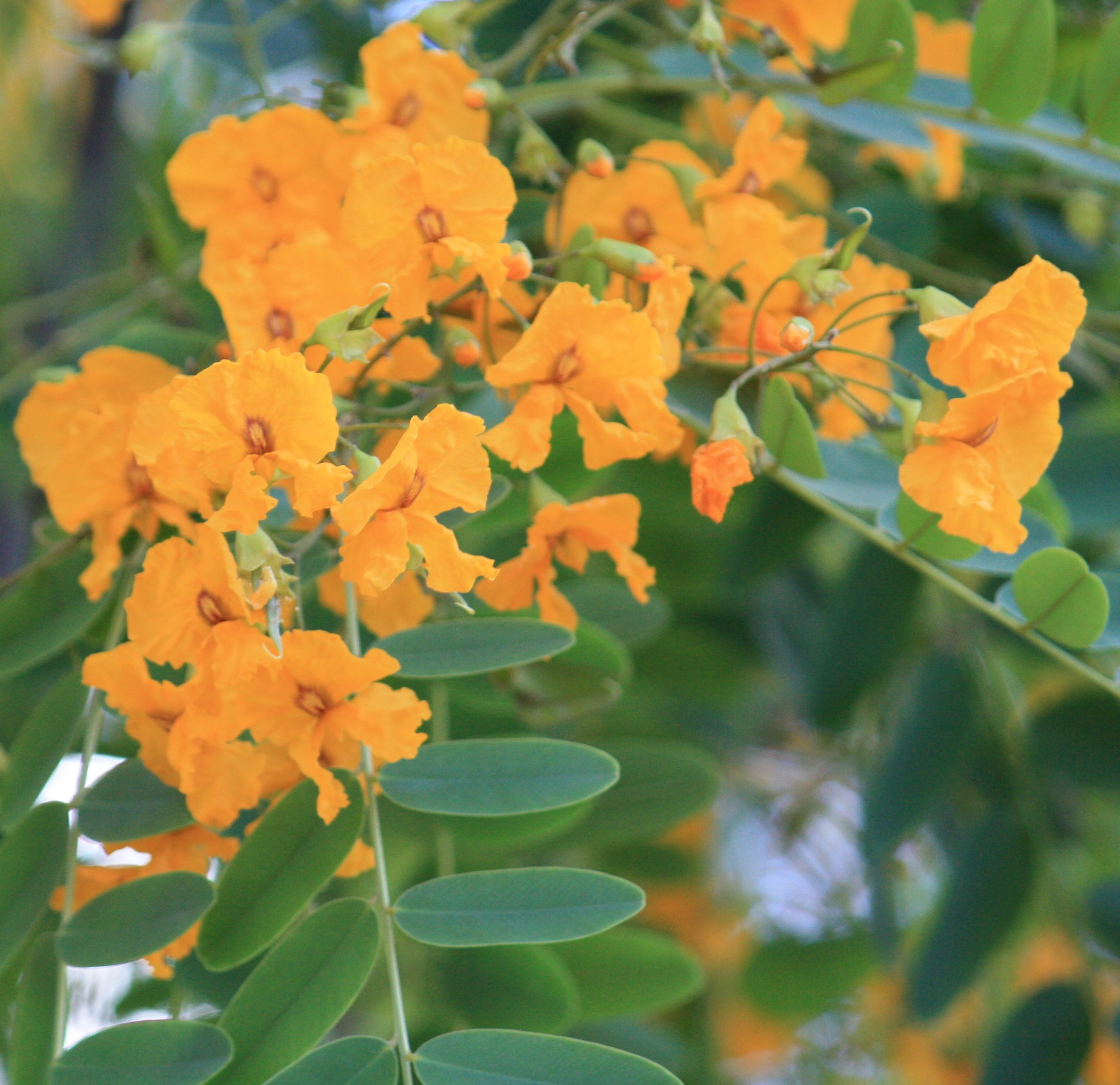
Bloemen
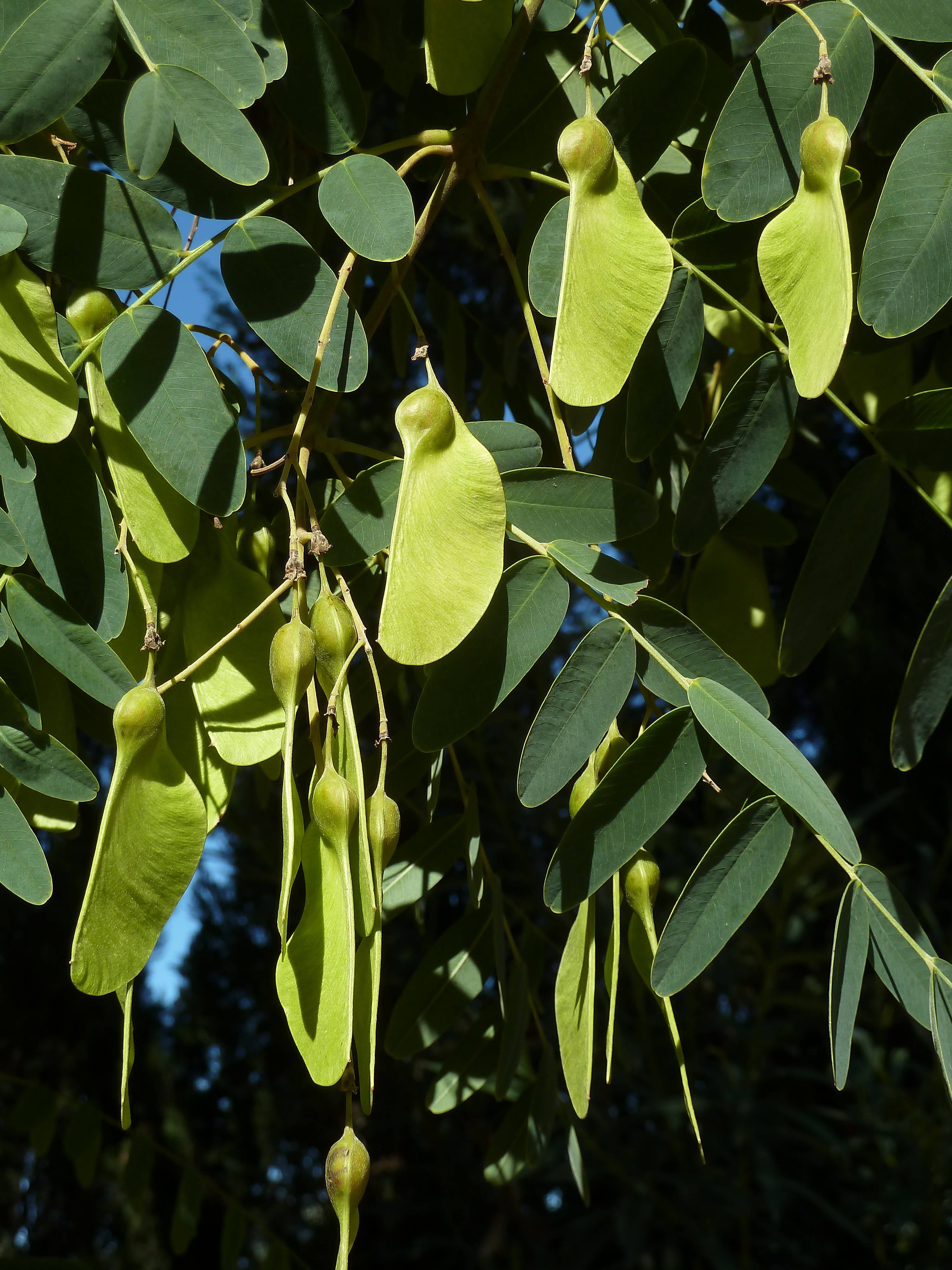
Vruchten

## Verspreiding
De boom komt van nature voor in Brazilië, Bolivia en Argentinië. Hij wordt wereldwijd aangeplant als sierboom en laanboom, maar geldt als invasieve soort in Australië en ook in delen van Zuid-Afrika, namelijk KwaZoeloe-Natal, Mpumalanga, Limpopo en Gauteng. De boom concurreert met inheemse soorten om water en kan het debiet van stromen sterk verminderen en de ecohydrologie veranderen.